# Біла (Жовківський район)
Біла  — неіснуюче село, яке розташовувалося на захід від Магерова у Жовківському районі Львівської області, над річкою Біла. Тепер територія села розділена та входить до складу Жовківського та Яворівського районів Львівської області.

## Історія
Село Біла складалось з двох частин: Біла-Мурована та Біла-Піскова та трьох присілків: Крем'янка, Підлісся і З'явлення. Біла-Мурована ввійшла до складу Магерова, з Підлісся виникло окреме село, а Біла-Піскова, Крем'янка і З'явлення після створення Яворівського військового полігону виселені.
Село належало до Равського повіту. На 01.01.1939 в селі проживало 1990 мешканців, з них 1480 українців-грекокатоликів, 290 українців-римокатоликів, 20 поляків, 120 польських колоністів міжвоєнного періоду, 70 євреїв і 10 німців.

## Народились
- Горбач Юрій «Снігур» (1921 – 17.05.1951, у лісі біля прис. Щирець с. Середкевичі Яворівського р-ну Львівської обл.). Освіта — 4 класи народної школи. Член ОУН із 1943 р. В УПА з літа 1944 р. Стрілець, а відтак член почоту командира сотні УПА «Галайда ІІ» (літо-осінь 1944). Восени 1944 р. через хворобу звільнений додому. Після одужання влився в лави збройного підпілля ОУН. Стрілець боївки СБ Магерівського районного проводу ОУН (1945—1948), бойовик надрайонного (1948 — весна 1950), а відтак окружного (весна 1950 — 05.1951) осередків СБ і одночасно виконував особливі доручення при окружному проводі ОУН. За час перебування у підпілля тричі був поранений. Загинів у бою з військами МДБ. Будучи пораненим застрелився, щоб живим не потрапити в руки ворога. Тіло загиблого облавники забрали у райцентр Магерів. Місце поховання не відоме. Старший вістун (?), булавний (30.06.1949) УПА; відзначений Бронзовим хрестом бойової заслуги (30.11.1949)[3].